# Liste der Geotope im Saale-Orla-Kreis
Im Saale-Orla-Kreis gab es im Juni 2024 insgesamt 14 erfasste Geotope.

## Geotope

### Gesteine
| ID       | Bild | Bezeichnung           | Art                                             | Stratigraphie | Beschreibung | Gemeinde | Lage |
| -------- | ---- | --------------------- | ----------------------------------------------- | ------------- | --- | -------- | ---- |
| SOK_1536 |      | Gipsbrüche bei Krölpa | hellgraue bis weiße Gipse, dünn- bis dickbankig | Zechstein     | Die Gipsbrüche von Krölpa liegen östlich von Krölpa und nördlich der Bundesstraße B 281 Neustadt - Saalfeld. Im Gipsbruch Krölpa werden Gips und Anhydrit des Unteren Werraanhydrit (Zechstein 1) abgebaut. Im Hangenden des Unteren Werraanhydrit folgen wenige Dezimeter mächtige Tonsteine (Oberer Werraton). Der Obere Werraanhydrit ist nicht vorhanden. Er wurde vermutlich bereits abgelaugt. Über den Tonsteinen folgen rote und graue dolomitische Mergelsteine des Zechstein 2 (Staßfurt-Folge). Den oberen Abschluss des geologischen Profils bildet der Plattendolomit (Zechstein 3, Leine-Folge). Durch Verkarstung entstanden lokal Gipsbreckzien, die durch anhaltende Auslaugung und ständig nachbrechendes Gestein entstehen. Vereinzelt ist die Ausbildung von Fasergips und Gipsrosetten zu beobachten. Im Ostteil der westlichen Bruchwand ist eine durch Hangschutt verdeckte Störung zu vermuten. Das Einfallen ist +/- 70° - 90° NE. | Krölpa   | Lage |

### Lagerungsverhältnisse/Tektonik
| ID      | Bild | Bezeichnung                    | Art | Stratigraphie           | Beschreibung | Gemeinde   | Lage |
| ------- | ---- | ------------------------------ | --- | ----------------------- | --- | ---------- | ---- |
| SOK_825 |      | Faltenbildung im Kulmschiefer  | gefaltete dünn- bis dickbankige Tonschiefer und massige Grauwacken | Unterkarbon (Dinantium) | Der Aufschluss befindet sich in einem westlichen Nebental der Silberleite. Aufgeschlossen sind unterkarbone, gefaltete Tonschiefer und Grauwacken der Unteren Ziegenrück-Wechsellagerung-Subformation. | Gössitz    | Lage |
| SOK_838 |      | Steinbruch am Limmberg         | dichter, rötlich-schwarzer Melaphyr in Säulenform | Perm                    | Im nahezu kreisrunden Steinbruch am Limmberg wurde der sogenannte Limmberg-Melaphyr abgebaut. Es handelt sich um einen säulig bis massigen Basalterguss, der diskordant auf den Grauwacken des Dinants lagert. Stratigraphisch ist der Melaphyr dem Oberkarbon bis Unterrotliegend zuzuordnen. | Wernburg   | Lage |
| SOK_839 |      | Ziegenrücker Kulmschieferfalte | gefaltete dünn- bis dickbankige Tonschiefer und massige Grauwacken, Klüftung: 210 - 220 / 70 - 90 / 50 - 300 / 70 - 90 überkippt /14 - 20 / 70 - 90, Schichtung: 330 - 320 / 80 - 90 überkippt | Unterkarbon (Dinantium) | Der am Fuße des Schloßberges in Ziegenrück im Geopark Schieferland in der regionalgeologischen Einheit des Ziegenrück-Teuschnitz-Synklinoriums gelegene „Nationale Geotop“ die sog. „Ziegenrücker Falte“ vermittelt einen typischen Einblick in den tektonischen Bau des Thüringischen Schiefergebirges. Die hier zu einem Sattel aufgewölbten Ton- und Grauwackenschiefer gehören stratigraphisch zum Unter-karbon/Kulm, speziell zur Ziegenrück-Formation. Die Aufsattelung der Gesteine geschah während der variszischen Gebirgsbildung. Die Falte weist einen flacheren NW-Schenkel und einen steileren SE-Schenkel auf und ist, wie die meis-ten dortigen Falten, nach Südost gekippt. Die Schieferung liegt im Wesentlichen der Mittel-ebene der Falte parallel und schneidet die Schichten unter verschiedenen Winkeln. Durch die Aufnahme und Zertifizierung in die Gruppe „Nationale Geotope“ im Jahr 2019 gehört der Aufschluss neben 11 weiteren Geotopen Thüringens so zu den bedeutendsten Geotopen Deutschlands | Ziegenrück | Lage |

### Fluviatile und gravitative Abtragungs- und Ablagerungsformen
| ID       | Bild           | Bezeichnung                      | Art | Stratigraphie  | Beschreibung | Gemeinde                         | Lage |
| -------- | -------------- | -------------------------------- | --- | -------------- | --- | -------------------------------- | ---- |
| SOK_826  |                | Clydenberg                       | massiger, stark zerklüfteter Dolomit des Bryozoenriffes                                                                           | Zechstein      | Zwischen Saalfeld und Neustadt/Orla kommen für Europa einzigartige Riffe der Werra-Folge des Zechstein (Perm) vor, die im Wesentlichen von Mikroorganismen (vermutlich kalkabscheidende Cyanobakterien) gebildet wurden und bis zu 70 m Mächtigkeit erreichen. Sie sind hervorragend erhalten, oft fossilreich und durch zahlreiche Steinbrüche erschlossen. Der bei Oelsen, ca. 3 km südwestlich von Krölpa am Südrand der Orlasenke liegende Clydenberg ist Teil eines lang gestreckten Barriereriffes, das sich in flachem Wasser nahe der südöstlichen Küste des Zechsteinmeeres bildete. Am Clydenberg besteht der steile Nordhang aus Riffhang-Sedimenten und die flache Bergkuppe aus Ablagerungen der Riff-Plattform. | Krölpa                           | Lage |
| SOK_785  | weitere Bilder | Totenstein                       | gelbbraune, massige, löchrige, stark geklüftete Dolomite (Bryozoenriff); Hang: bankige, steilgestellte Grauwacken und Tonschiefer |                | Der Totenstein liegt etwa 1 km südwestlich von Neunhofen und südlich der B 281 nahe der Harrasmühle. Die an den unteren Hängen des Orla-Tales anstehenden und in einem Steinbruch aufgeschlossenen Grauwacken und Tonschiefer wurden während des Unterkarbons abgelagert und während der variszischen Gebirgsbildung (vor ca. 330 bis 320 Mio. Jahre) geschiefert und gefaltet. Im oberen Aufschluss ist hervorragend die Zechstein-Diskordanz erhalten. Nach der erosiven Einebnung des variszischen Gebirges drang vor etwa 255 Mio. Jahre das Zechsteinmeer in der Region vor und lagerte auf den Grauwacken und Tonschiefern (Ziegenrück-Formation) diskordant den Zechsteinkalk (Unteres Werra-Karbonat) ab. Darüber wurde im flachen Wasser vorwiegend von Mikroorganismen ein Riff aufgebaut. Der massige, kavernöse, gelbbraune Riffkalk zeigt durch Verkarstung entstandene Spaltensysteme. | Lausnitz b. Neustadt an der Orla | Lage |
| SOK_829  | weitere Bilder | Gamsenberg                       | Kalkstein, massig, porös | Werra-Karbonat | Der Gamsenberg ist ein Zechsteinriff (Werrakarbonat) zwischen Oppurg und Rehmen, nördlich der Bundesstraße B 281 Gera - Saalfeld. Es handelt sich um ein Doppelriff, das als isoliertes pinnacle-Riff beckenwärts vor der Riff-Front gewachsen ist. Es bot beste Lebensbedingungen für die Fauna, daher viele Fossilien (Bryozoen: Fenestella, viele Muscheln). Der nördliche Riffkörper ist als aufgelassener Steinbruch (Kalk- und Dolomitstein) sehr gut begehbar, das Gestein ist fossilreich und von Klüften durchzogen. Das südliche Riff ist stark zugewachsen, es dominiert massigeres Gestein. | Oppurg                           | Lage |
| SOK_836  | weitere Bilder | Altenburg-Riff                   | Massige Riffkalke und Dolomite, die stark geklüftet sind und zahlreiche Höhlen und Spalten zeigen.                                | Zechstein      | Zwischen Saalfeld und Neustadt/Orla kommen für Europa einzigartige Riffe der Werra-Folge des Zechstein (Perm) vor, die im Wesentlichen von Mikroorganismen (vermutlich kalkabscheidende Cyanobakterien) gebildet wurden und bis zu 70 m Mächtigkeit erreichen. Sie sind hervorragend erhalten, oft fossilreich und durch zahlreiche Steinbrüche erschlossen. Die Altenburg ist ein aus dickbankig bis massigem, zerklüfteten Riffkalkstein und Dolomit bestehender Tafelberg südlich von Pößneck. Sie ist Teil dieser Riffkomplexe und stellt ein küstennahes Karbonatriff mit Riffhang und Riffplattform dar, welches als zeitgleiche Bildung dem Zechsteinkalk und Unteren Werradolomit des Unteren Werrakarbonats (z1Ca) entspricht. Sie ist auf einem Grauwackenhärtling des Dinant gebildet. | Pößneck                          | Lage |
| SOK_1535 | weitere Bilder | An der Teufelskanzel-Herthahöhle | massiger, poröser gelbgrauer Dolomit des Bryozoenriffes, stark geklüftet, Höhlenbildung (Herthahöhle)                             | Werra-Karbonat | „An der Teufelskanzel“ bezeichnet einen Felssporn aus massigem Kalkstein und Dolomit ca. 600 m südöstlich von Krölpa, südlich des Brandensteinriffes. 200 m südlich des Felssporns befindet sich innerhalb des Werrakarbonates die Herthahöhle. Der Felssporn stellt ein küstennahes Karbonatriff bestehend aus Riffhang und Plattform-Sedimenten dar, welches als zeitgleiche Bildung dem Zechsteinkalk und Unteren Werradolomit des Unteren Werrakarbonates (z1Ca) entspricht. In der Herthahöhle sind Knochenreste pleistozäner Tiere, sowie Funde aus der Altsteinzeit, Bronzezeit und des Mittelalters aufgetreten. | Ranis                            | Lage |

### Lösungsbedingte Abtragungs- und Ablagerungsformen
| ID      | Bild | Bezeichnung               | Art      | Stratigraphie | Beschreibung | Gemeinde                         | Lage |
| ------- | ---- | ------------------------- | -------- | ------------- | --- | -------------------------------- | ---- |
| SOK_828 |      | Erdfälle Dobian           | entfällt | Zechstein     | Das Erdfallgebiet Dobian befindet sich ca. 500 m nordöstlich von Oelsen bzw. ca. 1 km nordwestlich von Dobian. Es umfasst drei, räumlich nur geringfügig getrennte Erdfälle. Sie sind trocken und das Ergebnis der Ablaugung des Werra-Anhydrits im Untergrund. An der Oberfläche anstehend findet sich das teils in die Ablaugungshohlräume eingebrochene Leine-Karbonat (Plattendolomit), ein zum Teil brekziierter Dolomit- und Kalkstein. Die Trichtertiefe der Erdfälle beträgt 4 - 6 m. | Krölpa                           | Lage |
| SOK_806 |      | Erdfallgebiet „Seelöcher“ |          | Zechstein     | Das Erdfallgebiet „Seelöcher“ befindet sich ca. 800 m nordöstlich von Lausnitz am Nordhang des Orla-Tales inmitten eines ackerbaulich genutzten Gebietes. Hier stehen Tonsiltsteine des oberen Zechsteins an („Obere Letten“, „Unterer Bröckelschiefer“), in denen mehrere Erdfalltrichter von z. T. einigen 10er Metern Durchmesser eingetieft sind. Zeitweilig kann in den Erdfällen Wasser stehen. Durch die unterirdische Lösung (Subrosion) von Gips- und Anhydritstein im tieferen Teil der Zechstein-Sedimente (Werra-Anhydrit) entstanden Hohlräume, die schließlich einbrachen und an der Erdoberfläche die typischen Erdfalltrichter hinterließen. Solche Erdfälle können an Bauwerken große Schäden verursachen und für die dort lebenden Menschen gefährlich sein. | Lausnitz b. Neustadt an der Orla | Lage |

### Verwitterungsformen
| ID      | Bild | Bezeichnung                  | Art                                                           | Stratigraphie                                  | Beschreibung | Gemeinde | Lage |
| ------- | ---- | ---------------------------- | ------------------------------------------------------------- | ---------------------------------------------- | --- | -------- | ---- |
| SOK_786 |      | Teufelskanzel                | dunkelgraugrüne Tonschiefer mit Grauwackenbänder, dünnplattig | Untere Ziegenrück-Wechsellagerung-Subformation | Die nur über Feld- und Wanderwege zu erreichende Teufelskanzel ist ein markanter Felsvorsprung ca. 800 m südöstlich von Paska am Südhang des Lasterberges oberhalb des östlichen Hohenwarte-Stausees. Sie liegt im Zentrum der Ziegenrücker Mulde, die hier aus unterkarbonischen Sedimenten der Unteren Ziegenrück-Wechsellagerungs-Subformation besteht. Am Aufschluss sind fein- bis mittelkörnige Grauwacken sowie dünnplattige Siltschiefer zu finden. | Paska    | Lage |
| SOK_837 |      | Felsen an der Heinrichshütte | Diabas, grünlich, dickbankig, dicht, Quarzgänge 2 - 3 cm      |                                                | Aufgeschlossen ist ein präkinematischer Diabasmandelstein. Der Diabas liegt als grüngraues, feinkörniges, stellenweise blasiges Gestein vor. Er intrudierte in unterdevonische Tonschiefer. | Wurzbach | Lage |

### Magmatische Bildungen
| ID      | Bild           | Bezeichnung                 | Art                                                                     | Stratigraphie | Beschreibung | Gemeinde           | Lage |
| ------- | -------------- | --------------------------- | ----------------------------------------------------------------------- | ------------- | --- | ------------------ | ---- |
| SOK_805 | weitere Bilder | Steinerne Rose (Pikritrose) | pillowförmiger Pikrit als Differentationsprodukt eines basischen Magmas | Oberdevon     | Die berühmte, oft abgebildete „Steinerne Rose“ befindet sich ca. 2 km nördlich Saalburg an der Straße nach Gräfenwarth unmittelbar östl. Brücke über den Radweg. Der hier anstehende „Diabas“(als Diabas wird meist ein durch leichte Metamorphose „vergrünter“ Basalt bezeichnet) drang als flüssige Lava im Oberdevon intrusiv in die silurischen Schwarzschiefer ein, die im Radwegeinschnitt aufgeschlossen sind. Stellenweise ist der Diabas sehr reich an Olivin während Plagioklas fehlt. Dieses als Pikrit bezeichnete Gestein ist lokal ein beliebter Werkstein. Durch Verwitterung entstehen aus dem Pikrit kugelähnliche Gebilde. Ausgehend von den weitständigen Klüften lösen sich konzentrisch-schalige Fragmente ab, so dass die entstehenden Steinkugeln eine entfernte Ähnlichkeit mit einer Rose erlangen können. Diese reinen Verwitterungsformen dürfen nicht mit den kissenartigen Strukturen („Pillows“) verwechselt werden, die beim submarinen Ausfließen von basaltischen Laven durch Abschreckung im Wasser entstehen. Regionalgeologisch befindet sich der Aufschluss der Steinernen Rose im Thüringischen Schiefergebirge, speziell am Nordwestrand der Substruktur Bergaer Antiklinorium. Das Bergaer Antiklinorium ist ein NE-SW streichendes Großfaltenelement. Die Herausbildung der Sattel- und Muldenstrukturen des Thüringischen Schiefergebirges erfolgte während der variszischen Hauptfaltung gegen Ende des Unterkarbons. Vor der Hauptfaltung (präkinematisch) kam es entlang von Tiefenstörungen im Bereich von Schwellenzonen zum Aufstieg basischen Magmas. Der Höhepunkt der magmatischen Aktivitäten lag im Raum Thüringen im Unteren Oberdevon (Rheußische Phase). Die Steinerne Rose ist das Ergebnis dieses oberdevonischen Basaltmagmatismus. | Saalburg-Ebersdorf | Lage |